# Wereldkampioenschappen schaatsen afstanden 2021 - 1500 meter mannen
De 1500 meter mannen op de wereldkampioenschappen schaatsen afstanden 2021 werd gereden op zondag 14 februari 2021 in het ijsstadion Thialf in Heerenveen, Nederland.
Titelverdediger was Kjeld Nuis, die de titel moest laten aan de kampioen van 2019, Thomas Krol. Nuis werd nog wel tweede voor Patrick Roest, in een geheel Nederlands podium.

## Uitslag
| #      | Schaatser               | Land                  | Tijd    |
| ------ | ----------------------- | --------------------- | ------- |
| Goud   | Thomas Krol             | Nederland             | 1.43,75 |
| Zilver | Kjeld Nuis              | Nederland             | 1.44,11 |
| Brons  | Patrick Roest           | Nederland             | 1.45,49 |
| 4      | Sergej Trofimov         | Russian Skating Union | 1.45,51 |
| 5      | Joey Mantia             | Verenigde Staten      | 1.45,68 |
| 6      | Connor Howe             | Canada                | 1.45,86 |
| 7      | Bart Swings             | België                | 1.45,87 |
| 8      | Allan Dahl Johansson    | Noorwegen             | 1.46,44 |
| 9      | Sverre Lunde Pedersen   | Noorwegen             | 1.46,49 |
| 10     | Hallgeir Engebråten     | Noorwegen             | 1.47,14 |
| 11     | Daniil Beljajev         | Russian Skating Union | 1.47,54 |
| 12     | Stefan Emele            | Duitsland             | 1.47,60 |
| 13     | Demyan Gavrilov         | Kazachstan            | 1.47,80 |
| 14     | Vitaliy Schigolev       | Kazachstan            | 1.48,15 |
| 15     | Andrea Giovannini       | Italië                | 1.48,23 |
| 16     | Dmitry Morozov          | Kazachstan            | 1.48,33 |
| 17     | Francesco Betti         | Italië                | 1.48,34 |
| 18     | Cornelius Kersten       | Verenigd Koninkrijk   | 1.48,45 |
| 19     | Aleksandr Podolskii     | Russian Skating Union | 1.48,54 |
| 20     | Viktor Rudenko          | Wit-Rusland           | 1.48,66 |
| 21     | Conor McDermott-Mostowy | Verenigde Staten      | 1.48,83 |
| 22     | Ethan Cepuran           | Verenigde Staten      | 1.49,10 |
| 23     | Gabriel Odor            | Oostenrijk            | 1.49,47 |
| 24     | Marcin Bachanek         | Polen                 | 1.49,58 |

1996 · 
1997 · 
1998 · 
1999 · 
2000 · 
2001 · 
2003 · 
2004 · 
2005 · 
2007 · 
2008 · 
2009 · 
2011 · 
2012 · 
2013 · 
2015 · 
2016 · 
2017 · 
2019 ·
2020 ·
2021 ·
2023 ·
2024 ·
2025